# Southfield (Michigan)
Pour les articles homonymes, voir Southfield.
Southfield est une ville située dans l’État américain du Michigan. Sa population est de 78 296 habitants. Southfield est une banlieue de Détroit, dans le comté d'Oakland. Southfield est un centre des affaires important de l'aire métropolitaine.
Autrefois contenant une grande partie de la population juive de la région, Southfield est maintenant principalement une communauté afro-américaine de classe moyenne.

## Personnages célèbres
- Serge Obolensky (1890-1978) repose au cimetière catholique.
- Keegan-Michael Key
- Jex Blackmore (1986-), activiste américaine.

## Galerie

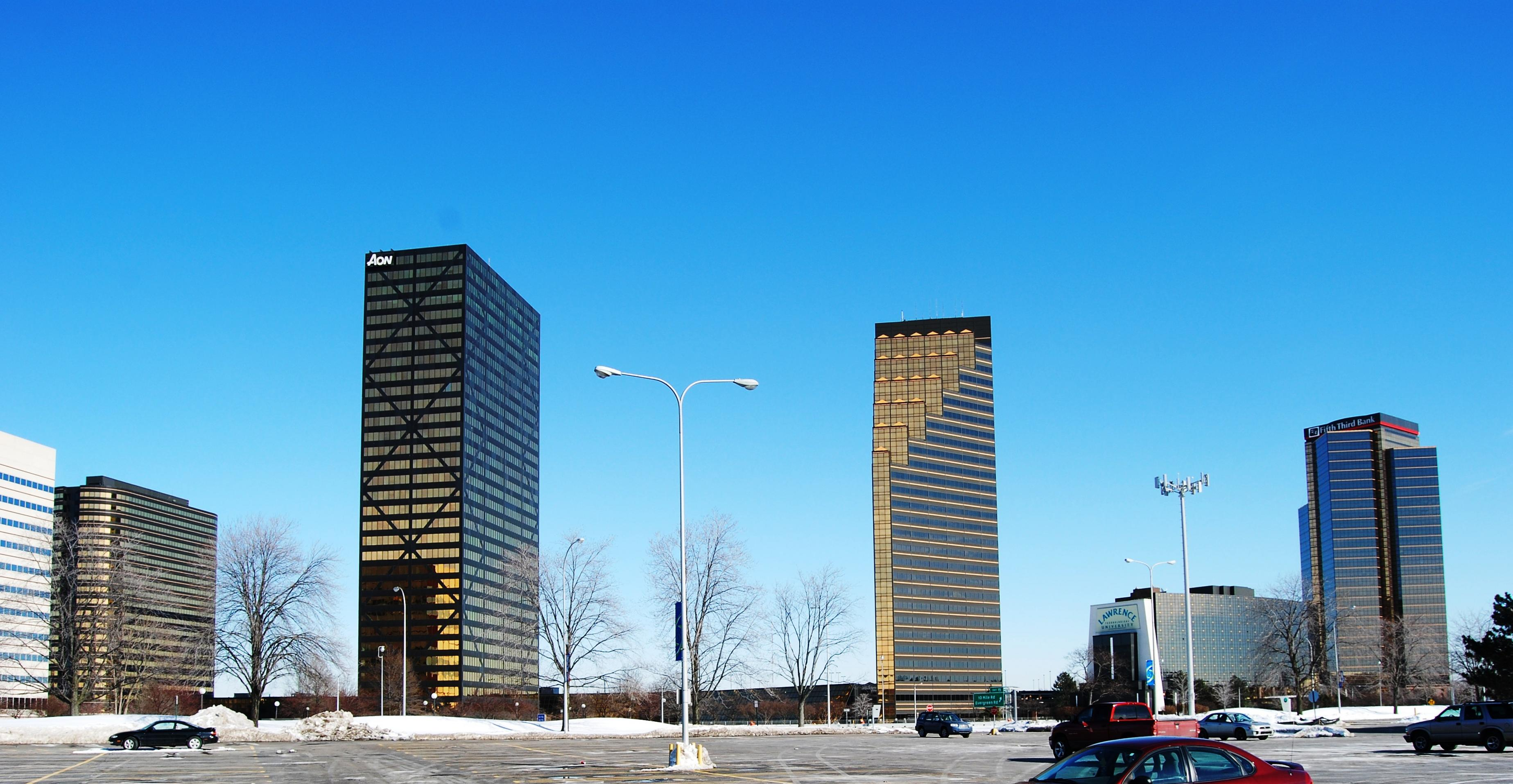
Southfield Town Center Complex
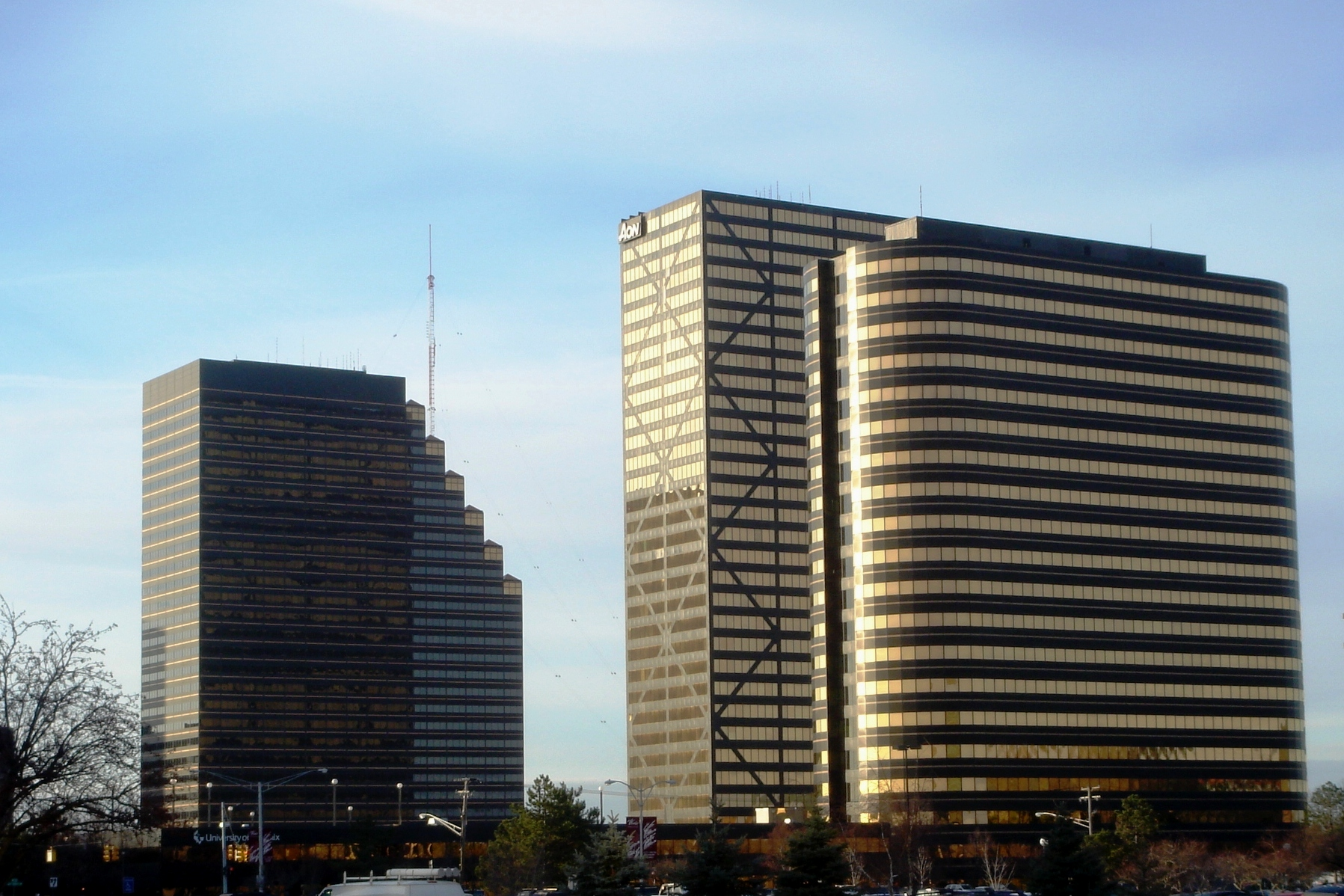
Southfield Town Center
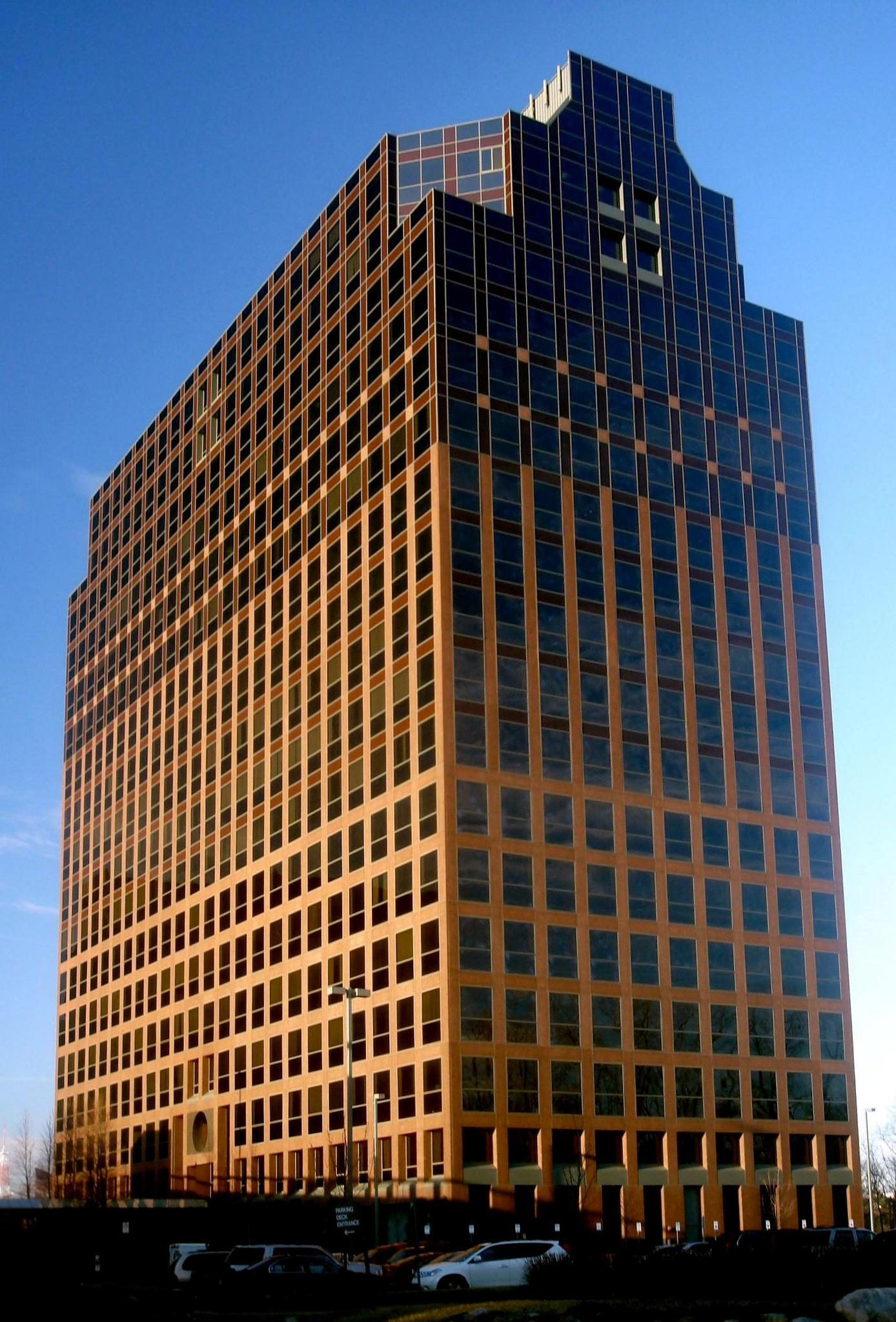
One Towne Square
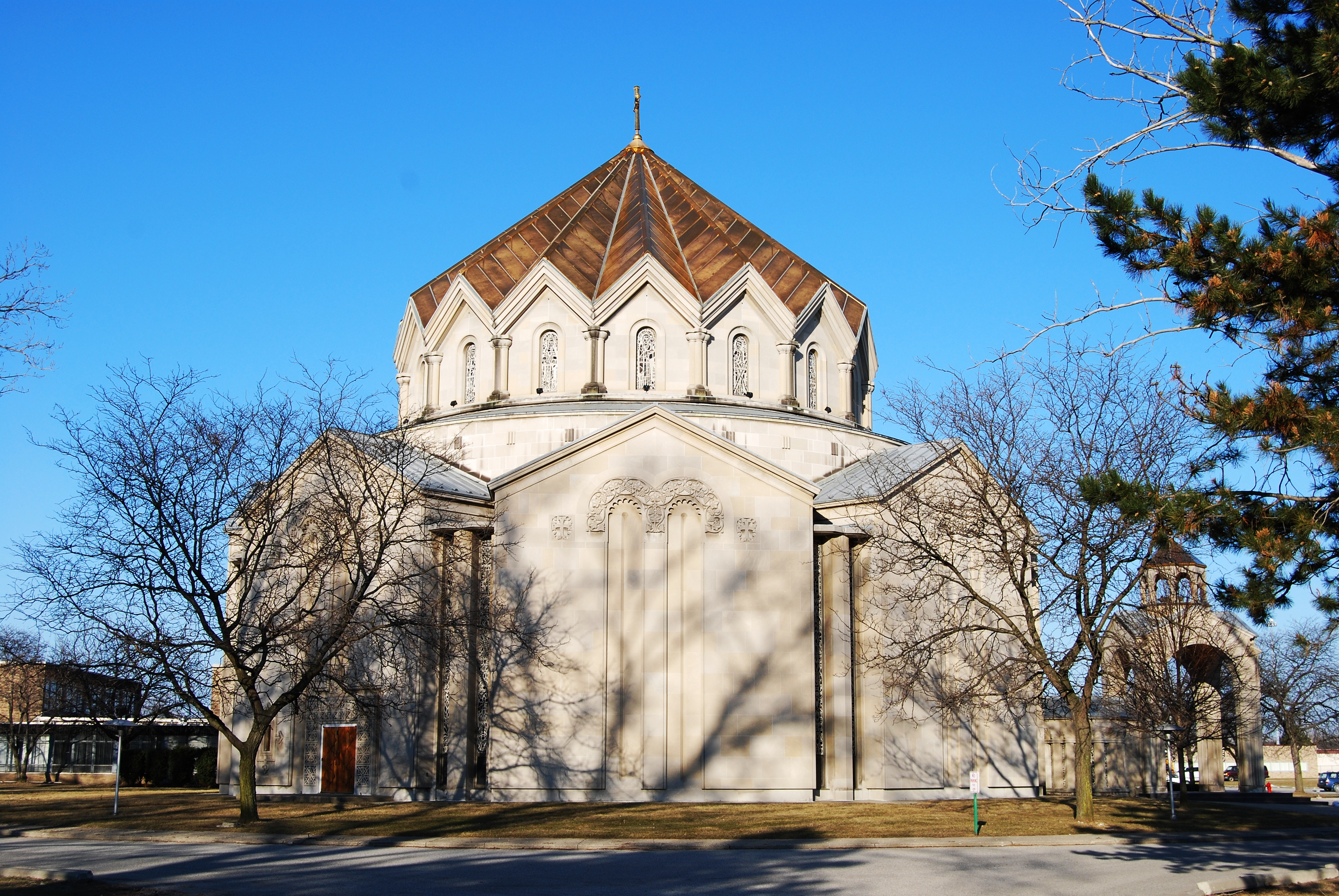
St. John Armenian Church